# Ланге, Иоганн
О спортивном бренде Lange см. Rossignol
Иога́нн (Йо́хан) Ла́нге (дат. Johan Martin Christian Lange; 20 марта 1818 — 3 апреля 1898) — датский ботаник.
Профессор в Королевской земледельческой и садоводческой академии (дат. Det Biovidenskabelige Fakultet for Fødevarer, Veterinærmedicin og Naturressourcer), в которой позже профессором был его внук.
В течение 1851—1853 годов совершил ботанические поездки по большей части Испании и южной Франции, которые завершились шестимесячным пребыванием в Париже, где он познакомился со многими выдающимися ботаниками своего времени. Помимо этого он совершил много других путешествий, в том числе и c целью изучения гренландской флоры. Таким образом он обладал обширными знаниями в геоботанике Европы.
В 1858 году он занялся продолжением издания «Flora danica», был последним редактором этого многотомного труда.

## Работы
Наиболее значимые, изданные в Копенгагене:
- «Handbog i den danske Flora» (1851)
- «Oversigt over Grönlands Planter» (1857)
- «Pugillus plantarum imprimis hispanicarum, quas in itinere 1851—1862 legit» (1860—1865)
- «Descriptio iconibus illustrata plantarum novarum vel minus cognitarum praecipue ex Flora hispanica» (1864—1866)

Другие:
- «Haandbog i den Danske Flora» (1850—1851)
- «Revisio specierum generis Crataegi … quae in hortis Daniae coluntur» (1897)
- «Arboretum scandinavicum» (1883)
- «Prodromus florae hispanicae …» (1861—1880), дополнение (1893) совместно с нем. H. M. Willkomm